# 펜실베이니아 가제트
펜실베이니아 가제트(The Pennsylvania Gazette)는 1728년부터 1800년까지 미국의 가장 유명한 신문 중 하나였다. 미국 독립 혁명을 앞두고 이 신문은 영국 식민 통치, 특히 인지세법과 타운젠드 법에 대한 식민지 반대 여론의 대변인 역할을 했다. 이 신문의 본사는 필라델피아에 있었다.

## 역사

### 18세기

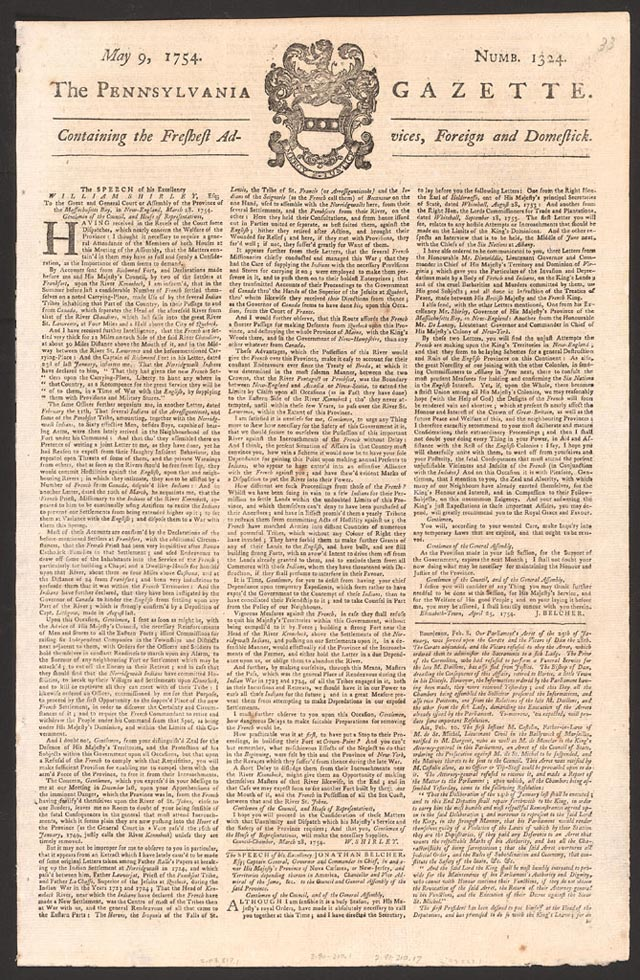
1754년 5월 9일자 펜실베이니아 가제트

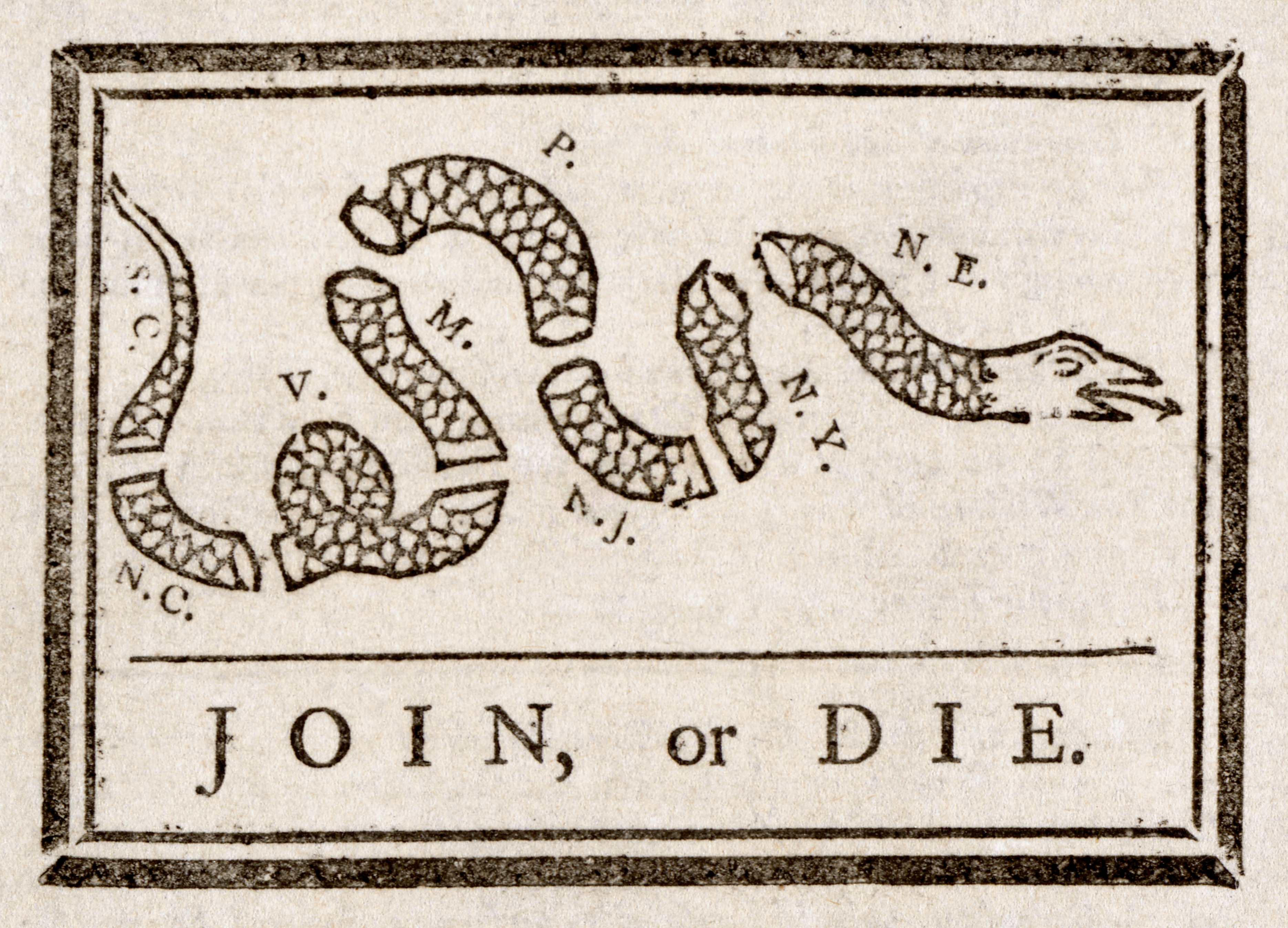
벤저민 프랭클린이 알바니 연합 계획에 아메리카 식민지들의 참여를 옹호하며 그린 정치 풍자 만화 뭉치지 않으면 죽는다, 1754년 5월 9일

이 신문은 1728년 새뮤얼 케이머에 의해 처음 발행되었으며, 식민지 펜실베이니아 식민지에서 발행된 두 번째 신문으로, 그 이름은 모든 예술 및 과학 분야의 보편적 강사: 펜실베이니아 가제트였다. 이는 매 호마다 에프라임 챔버스의 백과사전, 또는 예술 및 과학의 보편적 사전의 한 페이지를 인쇄하려는 케이머의 의도를 나타낸 것이었다.
1729년 10월 2일, 가제트의 소유주인 새뮤얼 케이머는 빚더미에 앉아 바베이도스로 도주하기 전에 신문을 벤저민 프랭클린과 그의 동업자 휴 메레디스에게 팔았다. 프랭클린과 메레디스는 신문의 이름을 단축하고 케이머의 백과사전 인쇄라는 거창한 계획을 포기했다. 프랭클린은 신문을 인쇄했을 뿐만 아니라 종종 가명으로 글을 기고하기도 했다. 그의 신문은 곧 식민지에서 가장 성공적인 신문이 되었다.
1732년 12월 28일, 프랭클린은 가제트에서 리처드 사운더스, 필로마스에 의해 가난한 리처드의 연감이라고도 알려진 더 푸어 리처드의 초판을 방금 인쇄하고 출판했다고 발표했다.
1741년 8월 6일, 프랭클린은 필라델피아의 변호사이자 공인이자 프랭클린의 친구였던 앤드루 해밀턴의 죽음에 대한 사설을 실었다. 이 사설은 해밀턴을 높이 평가하며 프랭클린이 그를 존경했음을 보여주었다.
1752년 10월 19일, 프랭클린은 펜실베이니아 가제트에 자신의 선구적인 연 실험에 대한 3인칭 서술을 게재했으며, 자신이 직접 수행했다는 언급은 하지 않았다.
이 출판물의 목적은 주로 광고였지만, 상인들과 개인들은 고용, 분실물, 판매 품목에 대한 공고를 게재했으며, 또한 외국 뉴스를 재인쇄하기도 했다. 대부분의 기사는 여행 이야기였다. 가제트는 또한 도망 노예와 계약 하인에 대한 광고도 게재했다.
펜실베이니아 가제트의 다른 첫 기록 중에는, 프랭클린이 쓴 정치 풍자 만화 뭉치지 않으면 죽는다를 처음으로 출판했다. 이 만화는 18세기 후반에 미국 독립 혁명을 지지하는 상징으로 다시 등장했다.

### 19세기
이 신문은 프랭클린이 사망한 지 10년 후인 1800년에 발행을 중단했다. 이 출판물은 나중에 1821년에 새터데이 이브닝 포스트로 다시 등장했다고 주장된다.
원판의 사본은 세 개가 알려져 있으며, 이들은 펜실베이니아 역사 학회와 필라델피아 도서관 회사(모두 필라델피아에 위치) 및 위스콘신-매디슨 대학교 내 위스콘신 주 역사 학회에 보관되어 있다.

## 기타 용도
펜실베이니아 가제트라는 이름은 프랭클린이 설립하고 초대 이사 중 한 명으로 활동했던 아이비 리그 대학인 펜실베이니아 대학교의 관련 없는 격월 동창회 잡지에서 사용되고 있다.

## 같이 보기
- 초기 미국 출판업자 및 인쇄업자
- 뭉치지 않으면 죽는다
- 리버티스 키즈
- 펜실베이니아 크로니클
- 더 컨스티튜셔널 포스트
- 더 드링커스 딕셔너리